# Damasonium alisma
La mestolaccia stellata (Damasonium alisma Mill., 1754) è una pianta acquatica della famiglia delle Alismataceae.

## Descrizione
Damasonium alisma cresce negli ambienti acidi degli stagni. Pur essendo originario delle isole britanniche, nel corso del XX secolo la popolazione diminuì a causa della scomparsa del suo habitat, fino a rimanere presente solo in due specchi d'acqua nel Buckinghamshire e nel Surrey. La pianta non è stata osservata in natura nel 2006 ed è classificata come a rischio di estinzione nel Regno Unito. Alcuni semi sono germinati in stagni gestiti dal Surrey Wildlife Trust nel 2013 e da allora sono cresciuti ogni anno fino al 2018.
La pianta richiede stagni ampi, ben illuminati e poco profondi e il fondale deve essere regolarmente agitato per far sì che i suoi semi germoglino. La sua forma varia a seconda della profondità dell'acqua in cui cresce; le piante nane con foglie aeree crescono sotto al fango. Il numero di ovuli è variabile. Solitamente ci sono due ovuli in ogni carpello, ma i carpelli possono accogliere fino a quattro o più ovuli. Le forme multi-ovulate dell'Europa sud-occidentale e della Sicilia erano originariamente chiamate Damasonium polyspermum.
La forma dei follicoli dipende dal numero di semi; il becco del carpello, la parte superiore vuota, è allungato nelle piante a due semi, mentre nelle piante a più semi questi occupano una porzione maggiore del follicolo e il becco è relativamente più corto e meno definito.

## Distribuzione e habitat
È diffusa in Gran Bretagna, Francia, Portogallo, Spagna, Italia, Grecia, Russia, Ucraina, Moldavia e Kazakistan.